# A Body That Works
A Body That Works (hebräisch גוף שלישי) ist eine israelische Fernsehserie, die 2023 auf dem Sender Keshet 12 uraufgeführt wurde.

## Inhalt
Nach mehreren Fehlgeburten entscheiden sich Elie und ihr Ehemann Ido für eine Leihmutterschaft, um ihren Kinderwunsch zu erfüllen. Sie engagieren Chen, eine alleinerziehende Mutter, als Leihmutter. Die Beziehung zwischen Elie und Chen gestaltet sich schwierig, was zu Spannungen in Elies und Idos Ehe führt, insbesondere als Ido und Chen sich näherkommen. Elie beginnt daraufhin eine Affäre mit ihrem Klienten Tomer.

## Produktion
Die Serie wurde von Shay Capon, Shira Hadad und Dror Mishani entwickelt. Die Erstausstrahlung erfolgte am 13. Februar 2023 auf Keshet 12 in Israel. Im Februar 2024 sicherte sich Netflix die internationalen Vertriebsrechte und veröffentlichte die Serie in den USA, Europa und Lateinamerika. In Australien wurde die Serie von SBS ausgestrahlt, in Kanada von CBC, und AMC Networks übernahm die Rechte für Spanien und Portugal.

## Besetzung und Synchronisation
Die deutschsprachige Synchronisation entstand nach den Dialogbücher von Laura Johae und Marianne Groß sowie unter der Dialogregie von Zoë Beck durch die Synchronfirma VSI Synchron GmbH.
| Rolle          | Schauspieler  | Synchronsprecher  |
| -------------- | ------------- | ----------------- |
| Elie Avrahami  | Rotem Sela    | Sonja Spuhl       |
| Iddo Avrahami  | Yehuda Levi   | Jaron Löwenberg   |
| Chen Ben-Atar  | Gal Malka     | Anne Düe          |
| Tomer Hemo     | Lior Raz      | Matti Klemm       |
| Felix Ben-Atar | Moris Cohen   | Thomas Schmuckert |
| Uri            | Ido Sillam    | Cyril Baudier     |
| Yaniv          | Itay Turgeman | Dirk Petrick      |
| Ronnie         | Yael Eitan    | Jessica Rust      |